# Aoua Keïta
Aoua Keïta (Bamako, 12 de julio de 1912-Bamako, 7 de mayo de 1980) fue una comadrona, activista y política maliense (entonces en Sudán francés). Está considerada como la primera mujer elegida diputada en África (1958). Fue una figura de la lucha por la independencia, el sindicalismo y la lucha por los derechos de las mujeres en Malí. Contribuyó a organizar la participación de las mujeres en las estructuras sindicales y asociativas autónomas. En 1956 fundó en Bamako con la profesora Aïssata Sow el Comité de mujeres trabajadoras que dos años más tarde se denominó Intersindicato de mujeres trabajadoras, un sindicato que tenía como objetivo  defender los intereses de las mujeres trabajadoras y participar en la lucha anticolonial. Con su autobiografía Femme d’Afrique: La vie d’Aoua Kéita racontée par elle-même ganó el Gran premio literario del África Negra en 1976 siendo la primera mujer en ganar el premio. 

## Biografía
Aoua Keïta nació en 1912 en Bamako. Era hija de Mariam Coulibaly y Karamoko Keïta, originario de Kouroussa (Guinea). Este último era un veterano del ejército francés que trabajaba en la administración colonial, lo que le permitió mantener a su gran familia (era polígamo)Las familias solían estar organizadas en un sistema patriarcal. La relevancia en este sentido que podían tener las mujeres era en referencia a que la línea hereditaria se concediese mediante ellas y no mediante el hombre, o que fuesen ellas las que contasen con varios maridos en lugar de lo contrario, al igual que en algún caso muy remoto existían algunas sociedades matriarcales. Pero no era lo común. 
En 1923, inscribió a su hija Aoua en la escuela de Bamako «para complacer a la administración, que estaba teniendo problemas para reclutar alumnas para la escuela de niñas local». Se señaló así por una cierta capacidad para ir más allá de la distribución tradicional de roles entre mujeres y hombres que, además, no era del agrado de todos, comenzando con la propia madre de Aoua que aparentemente desaprobaba esta transgresión de usos. La figura del padre y la madre de Aoua muestran el contraste que se estaba empezando a dar entre la tradición y el progresismo en África.    
Tras los estudios primarios en la Escuela de niñas, asistió al Foyer des métisses de Bamako y posteriormente continuó sus estudios en la Escuela Africana de Medicina y Farmacia en Dakar, de 1928 a 1931, donde obtuvo un diploma como comadrona y se convirtió en una de las primeras mujeres en la África negra en graduarse. Trabajó primero en Gao, luego en Tougan, Kayes, Niono, Kokry, Markala y Nara. 
En 1935 se casó con Daouda Diawara, un médico auxiliar a quien había conocido en la escuela de Dakar y se separaron en 1949 tras catorce años de vida común, bajo la presión familiar porque no habían logrado tener descendencia. Más tarde se casó por segunda vez con Djimé Diallo, que trabajaba como experto de la Unesco en la Escuela normal superior de Congo Brazzaville.   

### Trayectoria política
Aoua Keïta era una activista política que luchaba por la independencia del Sudán francés. En 1946, se unió al partido de la Unión Democrática de la Unión Sudanesa-Africana (US-RDA).
En 1950, fue trasladada a Gao. Renunció al año siguiente a la nacionalidad francesa y todavía estaba en Gao cuando se celebraron las elecciones de 1951, mientras que todos los demás funcionarios militantes de la RDA fueron transferidos ante la proximidad de las elecciones por la administración colonial que apoyaba al campo contrario. Aoua Keïta jugó un papel importante en la victoria del partido en estas elecciones y la transparencia de la votación, sin dudar en oponerse públicamente a los oficiales franceses que intentaban obstaculizar la buena marcha de las votaciones. Después de las elecciones, fue trasladada por «razones disciplinarias» a  Bignona (Casamance) en Senegal, luego a Nara y finalmente a la sala de maternidad de Kati, cerca de Bamako.  
En 1958 se incorporó a la dirección política de la US-RDA, siendo la única mujer y fue nombrada miembro del Comité Constitucional de la República Sudanesa.  
En 1959 fue elegida diputada de la Federación de Mali en Sikasso, siendo la primera mujer maliense elegida para este puesto. También está considerada como la primera mujer elegida diputada en África. Como tal, participó en el desarrollo de la constitución de la federación y desempeñó un papel político principal, junto con Modibo Keïta hasta el golpe militar en 1968.
En su obra podemos encontrar testimonios de cómo había oposición hacia su persona: “Sal de mi pueblo, mujer atrevida. Debes ser confrontado por tratar de compararte con los hombres aceptando el lugar de un hombre. Esta aquí culpa de ustedes líderes de la RDA que se burlan de los hombres de nuestro país en haciéndola su igual".

### Lucha sindical y defensa de los derechos de las mujeres
Junto a la lucha anticolonial y la lucha sindical, Aoua Keïta contribuyó de manera clave a organizar la participación de las mujeres en las estructuras sindicales y asociativas autónomas. En 1956 fundó en Bamako con la profesora Aïssata Sow el Comité de mujeres trabajadoras que dos años más tarde se denominó Inter-sindicato de mujeres trabajadoras. Fue un paso más ante las posibilidades abiertas en 1944 un primer decreto ya había eliminado la necesidad de una autorización marital para «las mujeres ejerciendo una profesión o trabajo» que podían desde ese momento sindicarse libremente y participar en la administración o en la dirección de una organización a condición de saber leer, escribir o hablar habitualmente el francés.
El sindicato femenino tenía como objetivo defender los intereses de las mujeres trabajadoras y participar en la lucha anticolonial. Reclamaba la armonización de salarios entre trabajadores europeos y africanos y entre hombres y mujeres, la aplicación del Código del trabajo, la creación de guarderías y jardines de infancia y la atribución de asignaciones familiares.
En 1957 representó al Intersindicato en el Congreso Constituyente de la Unión General de Trabajadores de África Negra y ese mismo año fue elegida miembro de la dirección de Sindicatos de trabajadores de Sudán.  
En junio de 1958, con ocasión de la reunión de la Federación Democrática Internacional de Mujeres, las delegadas del grupo África (Argelia, Senegal, Sudán francés, Togo y Túnez) proponen crear una organización femenina panafricana para «sensibilizar a la opinión internacional de los sufrimientos de las mujeres en los países que luchan por su independencia» . Aoua Keita realiza una gira en la subregión con el fin de sensibilizar a los jefes de Estado africanos para la creación de una Union des Femmes de l'Ouest Africain (UFOA). La primera etapa consistió en organizar a las mujeres en estructuras nacionales en cada territorio y posteriormente la estructura a escala regional. Así el 2 de noviembre de 1958 se creó la Unión de las Mujeres del Sudán (Sudán francés) presidida por Sira Diop. 
En julio de 1959 Keïta participó en la reunión constitutiva de la Unión de Mujeres de África Occidental, en Bamako.  En 1962, participó en la conferencia de mujeres de Dar es Salaam que dio origen a la Organización Panafricana de Mujeres. Ese mismo año se redactó el Código de Matrimonio y Tutela de Malí,  siendo la única mujer que participó en la redacción del mismo. El código fue un gran paso adelante para los derechos de las mujeres en Malí manteniendo las posiciones más avanzadas en la región de África Occidental.
Ella está en el origen del Día Internacional de la Mujer Africana (JIFA), promulgado por las Naciones Unidas y la OUA el 31 de julio de 1962.  
En 1975, publicó Femme d'Afrique. La vida de Aoua Keïta contada por ella misma con el que ganó en 1976 Gran premio literario de África negra convirtiéndose en la primera mujer en recibir este premio.
El golpe de Estado militar llevado a cabo por Moussa Traoré en 1968 marcó el final de su carrera política. Dos años después, en 1970 dejó Malí reuniéndose con su segundo esposo en la República del Congo en 1970. No regresó a Malí hasta 1979, y murió un año después a la edad de 67 años.

## Publicaciones
- Femme d'Afrique. La vie d’Aoua Kéïta racontée par elle-même, Présence africaine, Paris, 1975 ISBN 2-7087-0320-X

## Premios y reconocimientos nacionales
- 1976 Gran premio literario de África negra por su autobiografía Femme d’Afrique: La vie d’Aoua Kéita racontée par elle-même.
- Medalla de oro de la independencia de Mali
- Orden de perfección RAU
- Mérito de la Cruz Roja del Imperio de Etiopía
- Gran Oficial de la Orden Nacional de Senegal
- Gran Comandante de la Orden de la Estrella Africana de Liberia
- Oficial de la Orden Nacional de Dahomey[7]

## Reconocimientos póstumos
- En 1999, se creó el centro de formación profesional Aoua-Keita en Dravela Bolibana.
- Una sala de conferencias ha sido nombrada "sala Aoua Keita" dentro de la Asamblea Nacional de Malí.
- El 30 de mayo de 2011 una calle de Angers se denomina "rue Aoua Keita" [14]

## Premio Aoua Keïta
La Asociación para el Avance y Defensa de los Derechos de la Mujer (APDF), una asociación feminista maliense creada el 6 de abril de 1991 creó el Premio Aoua Keïta, otorgado anualmente como parte de la celebración del Día Panafricano de la Mujer para premiar " el esfuerzo, la dedicación y el coraje de mujeres y hombres " por la " promoción y defensa de los derechos de las mujeres » 